# Elasmotena insulana
Elasmotena insulana là một loài bọ cánh cứng trong họ Cerambycidae.